# ATP Finals 2019

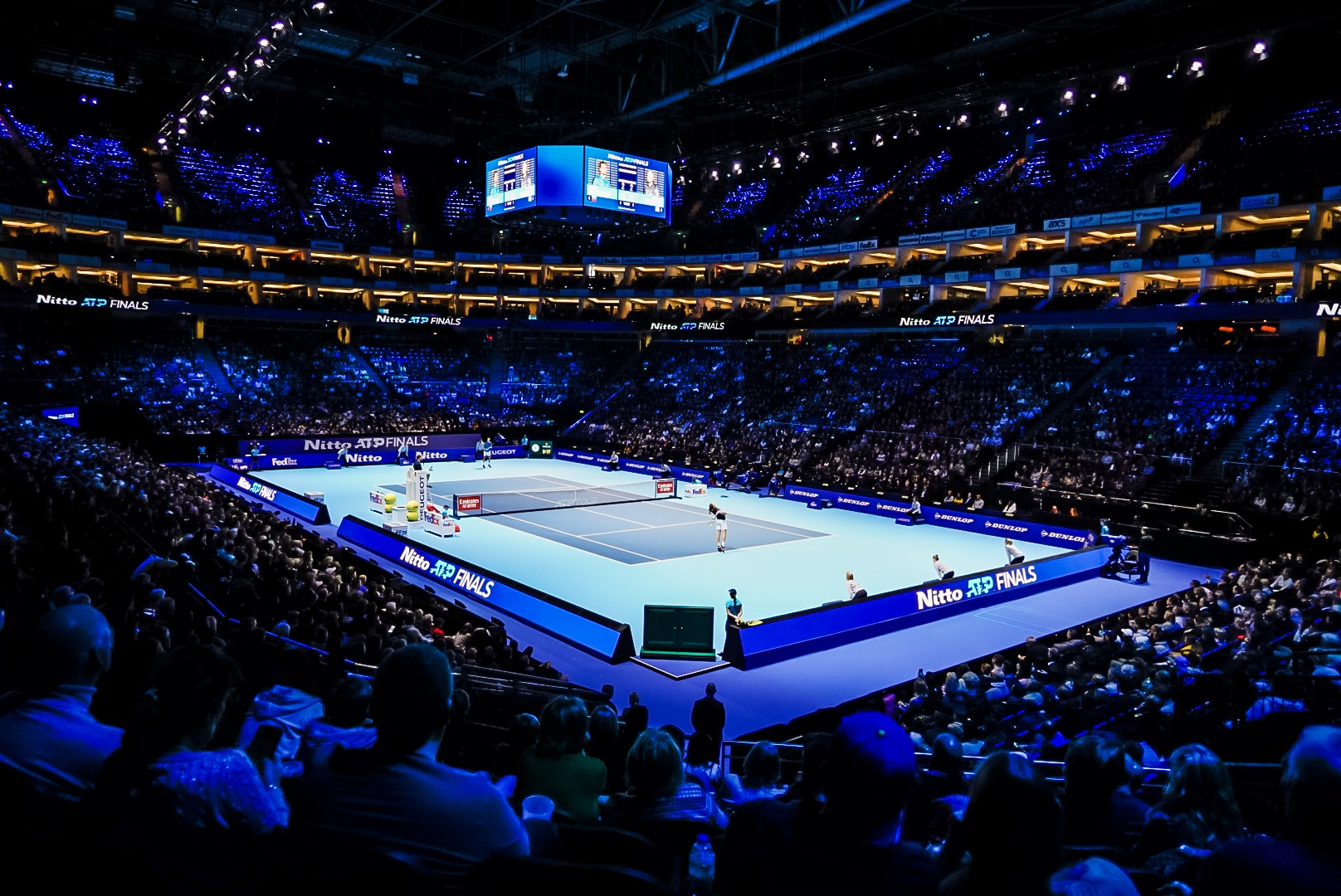
The O2 Arena during a tennis match at the Nitto ATP Finals 2019 in London.

Las Finales de la ATP o Nitto ATP Finals 2019 (por razones de patrocinio) fue la 50.ª edición de la ATP Finals, se celebró en el O2 Arena en Londres (Reino Unido) entre el 10 y el 17 de noviembre de 2019.
A diferencia de la mayoría de los otros eventos en el circuito masculino, el ATP Finals no es un simple torneo de eliminación directa. Ocho jugadores se dividen en dos grupos de cuatro, y juegan todos contra todos (round-robin). A partir de ahí, los dos jugadores con los mejores registros en cada grupo avanza a las semifinales, con la reunión de los ganadores en la final para determinar el campeón. Los ganadores se otorgan hasta 1500 puntos para el ranking. La competición de dobles usa el mismo formato.

## Formato
El ATP Finals tiene un round-robin, con ocho jugadores/equipos divididos en dos grupos de cuatro. Los ocho cabezas de serie están determinados por el ranking de la ATP y el ranking de equipos en dobles de la ATP el lunes después del último torneo del ATP World Tour del año. Todos los partidos en individuales son al mejor de tres sets con tie-break en cada set, incluida la final. Todos los partidos de dobles son a dos sets y un super tie-break.

## Puntos y premios en efectivo
| Escenario                           | Individuales    | Dobles1       | Puntos   |
| ----------------------------------- | --------------- | ------------- | -------- |
| Campeón                             | RR + $1,455,000 | RR + $226,000 | RR + 900 |
| Finalista                           | RR + $475,000   | RR + $76,000  | RR + 400 |
| Victoria por partido en round robin | $155,000        | $30,000       | 200      |
| Pago por participación              | $155,000        | $76,000       | —        |
| Suplentes                           | $85,000         | $30,000       | —        |

- RR es puntos o premios en efectivo ganados en el round robin.
- 1 Premios en efectivos en dobles es por equipo.

## Clasificación
Los ocho mejores jugadores (o equipos) con la mayor cantidad de puntos acumulados en Grand Slam y ATP World Tour durante todo el año calificarán al ATP World Tour Finals 2019. Los puntos contables, incluyen a los ingresados durante todo el calendario tenístico 2019 y los últimos torneos Challengers del año pasado, posteriores al ATP World Tour Finals 2018.
Para clasificar, un jugador que acabe la temporada pasada en el top 30 debe de competir obligatoriamente en los cuatro torneos de Grand Slam y en los ocho torneos ATP World Tour Masters 1000 a excepción de Montecarlo que no es obligatoria su presentación durante la temporada. También se pueden contabilizar sus seis mejores resultados en torneos ATP World Tour 500, ATP World Tour 250 y otros eventos (Challengers, Futures, Juegos Olímpicos) dependiendo de su ranking. Para contar esos mejores seis resultados, los jugadores deben tener que participar en torneos ATP World Tour 500 – cuatro por año (al menos uno después del US Open).
Adicionalmente, los jugadores ya no se comprometerán a inscribirse en los eventos 500 con 12 semanas de anticipación, sino que lo podrán hacer con 6 semanas de anticipación. Si un jugador decide jugar en un Grand Slam o ATP World Tour Masters 1000, este debe de contabilizar los puntos obtenidos, incluso sí sumó "cero puntos" porque se perdió el evento. Sí un jugador no juega suficientes torneos ATP 500 y no tiene una aparición en un ATP 250 o en un Challenger con un mejor resultado. Sí un jugador no juega suficientes ATP 250 o torneos Challenger, el World Team Championship es contabilizado en lugar de los ATP 250 (si el jugador archivó mejores resultados en los torneos mencionados anteriormente). Sí un jugador no se puede presentar en todas las categorías requeridas (por una lesión), todos los resultados de los ATP 250 o Challenger son incluidos en los 18 torneos sumatorios para las finales. En dobles, los puntos de los Challenger están excluidos.
El ATP World Tour Finals 2019 cuenta como un 19° torneo adicional, que brinda puntos y podría variar el ranking de los ocho clasificados al final de temporada..
Sí un jugador (o pareja) gana uno de los cuatro torneos Grand Slams durante el año, pero finaliza fuera de los ocho primeros en el ranking de fin de año (y dentro del top 20), estarán clasificados en lugar del jugador (o pareja) octavo. Si dos jugadores (o parejas) están en esta situación, el clasificado más bajo de los dos se le dará la posición de primer suplente por encima del octavo clasificado.

## Carrera al campeonato

### Individuales
- Ranking actualizado al 4 de noviembre del 2019.
- Aquellos jugadores en oro están clasificados.

| AUS              | RG                    | WIM     | USO     | IW      | MIA     | MON     | MAD     | ROM    | CAN    | CIN    | SHA    | PAR    | 1      | 2      | 3      | 4      | 5      | 6      |        |        |      |    |
| 1                | Rafael Nadal          | F 1200  | G 2000  | SF 720  | G 2000  | SF 360  | A 0     | SF 360 | SF 360 | G 1000 | G 1000 | A 0    | A 0    | SF 360 | SF 180 | R16 45 |        |        |        |        | 9585 | 12 |
| 2                | Novak Djokovic        | G 2000  | SF 720  | G 2000  | R16 180 | R32 45  | R16 90  | CF 180 | G 1000 | F 600  | A 0    | SF 360 | CF 180 | G 1000 | G 500  | SF 90  |        |        |        |        | 8945 | 14 |
| 3                | Roger Federer         | R16 180 | SF 720  | F 1200  | CF 360  | F 600   | G 1000  | A 0    | CF 180 | CF 180 | A 0    | R16 90 | CF 180 | A 0    | G 500  | G 500  | G 500  |        |        |        | 6190 | 13 |
| 4                | Daniil Medvédev       | R16 180 | R128 10 | R32 90  | F 1200  | R32 45  | R16 90  | SF 360 | R64 10 | R64 10 | F 600  | G 1000 | G 1000 | R32 10 | F 300  | F 300  | G 250  | G 250  | SF 180 | F 150  | 5705 | 22 |
| 5                | Dominic Thiem         | R64 45  | F 1200  | R128 10 | R128 10 | G 1000  | R64 10  | R16 90 | SF 360 | R32 10 | CF 180 | A 0    | CF 180 | R16 90 | G 500  | G 500  | G 500  | G 250  | SF 90  | CF 90  | 5025 | 20 |
| 6                | Stefanos Tsitsipas    | SF 720  | R16 180 | R128 10 | R128 10 | R64 10  | R16 90  | R16 90 | F 600  | SF 360 | R32 10 | R32 10 | SF 360 | CF 180 | F 300  | F 300  | G 250  | G 250  | SF 180 | SF 180 | 4000 | 26 |
| 7                | Alexander Zverev      | R16 180 | CF 360  | R128 10 | R16 180 | R32 45  | R64 10  | R16 90 | CF 180 | R32 10 | CF 180 | R32 10 | F 600  | R16 90 | F 300  | G 250  | SF 180 | SF 180 | CF 90  | CF 45  | 2945 | 23 |
| 8                | Matteo Berrettini     | R128 10 | R64 45  | R16 180 | SF 720  | R128 10 | R128 10 | R64 10 | A 0    | R16 90 | A 0    | R64 10 | SF 360 | R32 10 | G 250  | G 250  | SF 180 | SF 180 | F 150  | G 125  | 2670 | 24 |
| ↑ Clasificados ↑ |                       |         |         |         |         |         |         |        |        |        |        |        |        |        |        |        |        |        |        |        |      |    |
| 9                | Roberto Bautista      | CF 360  | R32 90  | SF 720  | R128 10 | R64 10  | CF 180  | R32 45 | R64 10 | R32 45 | CF 180 | CF 180 | R16 90 | R32 10 | G 250  | CF 90  | SF 90  | CF 90  | CF 45  | CF 45  | 2540 | 23 |
| 10               | Gaël Monfils          | R64 45  | R16 180 | R128 10 | CF 360  | CF 180  | R64 10  | A 0    | R16 90 | R64 10 | SF 360 | R64 10 | R32 45 | CF 180 | G 500  | SF 180 | SF 180 | SF 90  | CF 45  | CF 45  | 2530 | 21 |
| ↑ Suplentes ↑    |                       |         |         |         |         |         |         |        |        |        |        |        |        |        |        |        |        |        |        |        |      |    |
| 11               | David Goffin          | R32 90  | R32 90  | CF 360  | R16 180 | R64 10  | R16 90  | R32 45 | R64 10 | R32 45 | R64 10 | F 600  | R16 90 | R32 10 | F 300  | SF 180 | SF 90  | SF 90  | CF 45  | CF 25  | 2335 | 27 |
| 12               | Fabio Fognini         | R32 90  | R16 180 | R32 90  | R128 10 | R128 10 | R32 45  | G 1000 | R16 90 | R16 90 | CF 180 | A 0    | CF 180 | R32 10 | CF 90  | CF 90  | R16 45 | CF 45  | CF 45  | R32 0  | 2290 | 23 |
| 13               | Kei Nishikori         | CF 360  | CF 360  | CF 360  | R32 90  | R32 45  | R64 10  | R32 10 | R16 90 | CF 180 | R32 10 | R32 10 | A 0    | A 0    | G 250  | SF 180 | SF 180 | R16 45 |        |        | 2180 | 15 |
| 14               | Diego Schwartzman     | R32 90  | R64 45  | R32 90  | CF 360  | R32 45  | R128 10 | R32 45 | R32 45 | SF 360 | R32 45 | R16 90 | R64 10 | R32 10 | F 300  | G 250  | F 150  | CF 90  | SF 90  | CF 45  | 2125 | 25 |
| 15               | Stan Wawrinka         | R64 45  | CF 360  | R64 45  | CF 360  | R32 45  | R128 10 | R32 45 | CF 180 | R64 10 | R32 45 | R32 45 | A 0    | R16 90 | F 300  | F 150  | CF 90  | CF 90  | R16 45 |        | 2000 | 20 |
| 16               | Karen Jachanov        | R32 90  | CF 360  | R32 90  | R128 10 | CF 180  | R128 10 | R64 10 | R32 45 | R16 90 | SF 360 | R16 90 | R16 90 | R32 10 | SF 180 | CF 90  | CF 90  | CF 45  | R32 0  | R64 0  | 1840 | 26 |
| 17               | John Isner            | R128 10 | A 0     | R64 45  | R32 90  | R16 90  | F 600   | A 0    | A 0    | A 0    | R32 45 | R32 45 | R16 90 | R32 10 | G 250  | SF 180 | SF 90  | SF 90  | CF 90  | R16 45 | 1770 | 18 |
| 18               | Álex de Miñaur        | R32 90  | R64 45  | R64 45  | R16 180 | R64 10  | A 0     | A 0    | R64 10 | R64 10 | R64 10 | R16 90 | R64 10 | R16 90 | F 300  | G 250  | G 250  | G 250  | CF 90  | CF 45  | 1775 | 23 |
| 19               | Félix Auger-Aliassime | Q2 8    | A 0     | R32 90  | R128 10 | R32 45  | SF 360  | R32 45 | R32 45 | R64 10 | R16 90 | R64 10 | R64 45 | A 0    | F 300  | SF 180 | F 150  | F 150  | CF 45  | R16 45 | 1636 | 25 |
| 20               | Lucas Pouille         | SF 720  | R64 45  | R32 90  | R64 45  | R128 10 | R128 10 | R64 10 | R32 45 | R64 10 | R64 10 | CF 180 | R32 45 | A 0    | G 110  | SF 90  | CF 90  | CF 45  | R16 45 | R32 0  | 1600 | 23 |
| 21               | Guido Pella           | R128 10 | R64 45  | CF 360  | R128 10 | R32 45  | R64 10  | CF 180 | R32 45 | R64 10 | R16 90 | R32 45 | R64 10 | A 0    | G 250  | F 150  | CF 90  | G 90   | SF 90  | CF 45  | 1530 | 27 |

### Dobles
| 1                             | Robert Farah · Juan Sebastián Cabal | G 2000 | G 2000 | G 1000 | SF 720 | F 600 | G 500 | G 250 | CF 180 | CF 180 | SF 180 | F 150 | R16 90 | R16 90 | CF 90 | CF 90 | CF 90 | R64 0 | R32 0 | 8210 | 20 |
| Puntos para clasificarse 3355 |                                     |        |        |        |        |       |       |       |        |        |        |       |        |        |       |       |       |       |       |      |    |
| 2                             | Bandera de ? · Bandera de ?         |        |        |        |        |       |       |       |        |        |        |       |        |        |       |       |       |       |       |      |    |
| 3                             | Bandera de ? · Bandera de ?         |        |        |        |        |       |       |       |        |        |        |       |        |        |       |       |       |       |       |      |    |
| 4                             | Bandera de ? · Bandera de ?         |        |        |        |        |       |       |       |        |        |        |       |        |        |       |       |       |       |       |      |    |
| 5                             | Bandera de ? · Bandera de ?         |        |        |        |        |       |       |       |        |        |        |       |        |        |       |       |       |       |       |      |    |
| 6                             | Bandera de ? · Bandera de ?         |        |        |        |        |       |       |       |        |        |        |       |        |        |       |       |       |       |       |      |    |
| 7                             | Bandera de ? · Bandera de ?         |        |        |        |        |       |       |       |        |        |        |       |        |        |       |       |       |       |       |      |    |
| 8                             | Bandera de ? · Bandera de ?         |        |        |        |        |       |       |       |        |        |        |       |        |        |       |       |       |       |       |      |    |
| ↓ Serían suplentes ↓          |                                     |        |        |        |        |       |       |       |        |        |        |       |        |        |       |       |       |       |       |      |    |

## Jugadores clasificados

### Individuales
| #  | Jugador            | Puntos | Torneos | Fecha clasificación |
| -- | ------------------ | ------ | ------- | ------------------- |
| 1  | Novak Djokovic     | 6725   | 9       | 15 de julio         |
| 2  | Rafael Nadal       | 6225   | 9       | 15 de julio         |
| 3  | Roger Federer      | 5510   | 10      | 9 de septiembre     |
| 4  | Daniil Medvédev    | 4805   | 19      | 9 de septiembre     |
| 5  | Dominic Thiem      | 4345   | 19      | 7 de octubre        |
| 6  | Stefanos Tsitsipas | 3730   | 24      | 14 de octubre       |
| 7  | Alexander Zverev   | 2945   | 23      | 4 de noviembre      |
| 8  | Matteo Berrettini  | 2670   | 25      | 4 de noviembre      |
| 9  | Roberto Bautista   | 2540   | 23      | 4 de noviembre      |
| 10 | Gaël Monfils       | 2530   | 21      | 4 de noviembre      |

| Jugadores clasificados |
| Jugadores suplentes    |

### Dobles
| # | Jugadores                           | Puntos | Torneos | Fecha clasificación |
| - | ----------------------------------- | ------ | ------- | ------------------- |
| 1 | Juan Sebastián Cabal Robert Farah   | 8,300  | 21      | 16 de agosto        |
| 2 | Łukasz Kubot Marcelo Melo           | 4,645  | 21      | 11 de octubre       |
| 3 | Kevin Krawietz Andreas Mies         | 3,985  | 21      | 26 de octubre       |
| 4 | Rajeev Ram Joe Salisbury            | 3,670  | 24      | 28 de octubre       |
| 5 | Raven Klaasen Michael Venus         | 3,640  | 20      | 24 de octubre       |
| 6 | Jean-Julien Rojer Horia Tecău       | 3,585  | 23      | 28 de octubre       |
| 7 | Pierre-Hugues Herbert Nicolas Mahut | 3,360  | 7       | 26 de octubre       |
| 8 | Ivan Dodig Filip Polášek            | 3,225  | 11      | 1 de noviembre      |

| Jugadores clasificados |
| Jugadores suplentes    |

## Finales

### Individual
| Fecha    | Hora¹ | Enfrentamiento         | Enfrentamiento | Enfrentamiento    | Marcador                |
| -------- | ----- | ---------------------- | -------------- | ----------------- | ----------------------- |
| 17.11.19 | 18:00 | Stefanos Tsitsipas [6] | 2-1            | Dominic Thiem [5] | 6-7(6-8), 6-2, 7-6(7-4) |

- (¹) -  Hora local de Londres (UTC +0)

### Dobles
| Fecha    | Hora¹ | Partido                                 | Partido | Partido                         | Resultado |
| -------- | ----- | --------------------------------------- | ------- | ------------------------------- | --------- |
| 17.11.19 | 15.30 | Pierre-Hugues Herbert Nicolas Mahut [7] | 2-0     | Raven Klaasen Michael Venus [5] | 6-3, 6-4  |

- (¹) -  Hora local de Londres (UTC +0)